# Vilabella (kommunhuvudort)
Vilabella är en kommunhuvudort i Spanien.   Den ligger i provinsen Província de Tarragona och regionen Katalonien, i den östra delen av landet, 400 km öster om huvudstaden Madrid. Vilabella ligger 260 meter över havet och antalet invånare är 772.
Terrängen runt Vilabella är huvudsakligen platt, men åt nordost är den kuperad. Runt Vilabella är det mycket tätbefolkat, med 1 056 invånare per kvadratkilometer. Närmaste större samhälle är Tarragonès, 16,0 km söder om Vilabella. 